# 캔디스 매클루어
캔디스 매클루어(Kandyse McClure, 1980년 3월 22일 ~ )는 캐나다의 배우이다.

## 출연 작품
- 7번째 아들 - 사라킨 역
- 피부에 스며드는 겨울 - 골든 아이즈 역